# 何乃中
何乃中（1872年—1955年），字仿檀，广东省香山县小榄镇（今属中山市）人。清朝末科武进士，民国将领。
同治十一年（1872年），何乃中出生于小榄大石街的武将世家。叔父何佩林为武举人，兄乃斌是光緒十二年丙戌科武殿試一甲武探花，乃清、乃益都是武举人。光緒十九年（1893年），何乃忠考中癸巳恩科武舉人，光绪二十四年（1898年），考中戊戌科三甲武进士，选藍翎侍卫。
清亡之后，何乃中进入保定将弁学堂深造，毕业后经陆建章推荐，任协统王化东部参谋，历升队官。后来冯玉祥随陆建章入陕西，聘何乃中等为教官。曾任第二团团长。袁世凯死后，军阀混战，何乃中只担任冯玉祥国民军顾问，曾任其代表前往北京参加段祺瑞组织的善后会议。奉系军阀入关之后，何乃中返乡。北伐胜利，南京军事编遣委员会聘何乃中为安置处中将处长。
民国二十年（1931年），日军步步紧逼，何乃中与冯玉祥、吉鸿昌等在张家口谋划抗日，担任宋哲元顾问。民国三十六年（1937年），抗日战争全面爆发，何乃中被迫南归。1951年，何乃中移居上海。1955年，在上海病卒。1987年，子何焜祖将其骨灰送返小榄，葬于飞驼岗之上。